# Гасанова, Ханымджан Аят кызы
Ханымджан Аят кызы Гасанова (азерб. Xanımcan Həyat qızı Həsənova; род. 1950, Астаринский район) — советский азербайджанский чаевод. Депутат Верховного Совета СССР 11-го созыва (1984—1989).

## Биография
Родилась в 1950 году в селе Тангеруд Астаринского района Азербайджанской ССР.
С 1968 года трудилась чаеводом совхоза «Шафаг» Астаринского района республики, позже возглавила звено чаеводов в этом же совхозе.
Достигла высоких результатов при выполнении плана по производству сельскохозяйственной продукции одиннадцатой пятилетки (1981—1985), в 1983 году собрала более 6 тонн чайного листа, перевыполнив плановое задание на 3 тонны.
Активно участвовала в общественно-политической жизни республики и Советского Союза. В 1984 году избрана депутатом Совета Национальностей Верховного Совета СССР 11-го созыва от Ленкоранского избирательного округа № 213, была членом Комиссии по народному образованию и культуре.